# 2010-es IIHF divízió III-as jégkorong-világbajnokság
A 2010-es IIHF divízió III-as jégkorong-világbajnokság A csoportját Kockelscheuerban, Luxemburgban, a B csoportját Jerevánban, Örményországban rendezték április 14. és 18. között. A vb-n 8 válogatott vett részt. A két első helyezett feljutott a divízió II-be.

## Résztvevők
A világbajnokságon a divízió III-ban szereplő nyolc csapat vett részt.
A csoport
| Csapat                  | Kvalifikáció módja                                    |
| ----------------------- | ----------------------------------------------------- |
| Luxemburg               | Rendező, előző évben a divízió III 3. helyén végzett. |
| Görögország             | Előző évben a divízió III 4. helyén végzett.          |
| Írország                | Előző évben a divízió III 5. helyén végzett.          |
| Egyesült Arab Emírségek | Új csapatként vett részt a világbajnokságon.          |

B csoport
| Csapat                  | Kvalifikáció módja                                                    |
| ----------------------- | --------------------------------------------------------------------- |
| Észak-Korea             | Előző évben a divízió II A csoportjának 6. helyén végzett és kiesett. |
| Dél-afrikai Köztársaság | Előző évben a divízió II B csoportjának 6. helyén végzett és kiesett. |
| Örményország            | Rendező, előző évben nem vett részt.                                  |
| Mongólia                | Előző évben a divízió III 6. helyén végzett (visszalépett).           |

## Eredmények
| Jelmagyarázat              |
| -------------------------- |
| Feljutott a divízió II-be. |

### A csoport
| Nemzet                  | M | Gy | HGy | HV | V | G+ | G- | Gk  | P |
| ----------------------- | - | -- | --- | -- | - | -- | -- | --- | - |
| Írország                | 3 | 3  | 0   | 0  | 0 | 17 | 7  | +10 | 9 |
| Görögország             | 3 | 2  | 0   | 0  | 1 | 10 | 5  | +5  | 6 |
| Luxemburg               | 3 | 1  | 0   | 0  | 2 | 8  | 10 | -2  | 3 |
| Egyesült Arab Emírségek | 3 | 0  | 0   | 0  | 3 | 5  | 18 | -13 | 0 |

| 2010. április 14. 16:30 | Görögország | 7–1 (2–1, 1–0, 4–0) | Egyesült Arab Emírségek | Patinoire de Kockelscheuer Nézőszám: 131 |

| Jegyzőkönyv | Jegyzőkönyv        | Jegyzőkönyv                                | Jegyzőkönyv                        | Jegyzőkönyv                  |
| --- | ------------------ | ------------------------------------------ | ---------------------------------- | ---------------------------- |
| | Ntalimpor Ploutsis | Kapusok                                    | Khaled Al Suwaidi Ahmed Al Dhaheri | Játékvezető: Benny Haxelmans |
| \| 2:30 – Koufis (Papadopoulous) \| 1–0 \| \| \| \| 1–1 \| 13:45 – Al. Dhaheri (Al Zaabi, Al Darmaki) \| \| 14:23 – G. Kalyvas (D. Kalyvas, Papadopoulous) \| 2–1 \| \| \| 25:55 – Koufis (D. Kalyvas, Lempesis) \| 3–1 \| \| \| 41:37 – G. Kalyvas (D. Kalyvas, Pachos) (PP) \| 4–1 \| \| \| 49:13 – Pachos (G. Kalyvas) (PP) \| 5–1 \| \| \| 53:09 – Koufis (Papadopoulous) (PP) \| 6–1 \| \| \| 55:15 – G. Kalyvas (D. Kalyvas)(PP) \| 7–1 \| \| |                    |                                            |                                    | Játékvezető: Benny Haxelmans |
| 20 perc | Büntetések         | 20 perc                                    |                                    | Játékvezető: Benny Haxelmans |
| 32 | Lövések            | 35                                         |                                    | Játékvezető: Benny Haxelmans |
| 2:30 – Koufis (Papadopoulous) | 1–0                |                                            |                                    | Játékvezető: Benny Haxelmans |
| | 1–1                | 13:45 – Al. Dhaheri (Al Zaabi, Al Darmaki) |                                    | Játékvezető: Benny Haxelmans |
| 14:23 – G. Kalyvas (D. Kalyvas, Papadopoulous) | 2–1                |                                            |                                    | Játékvezető: Benny Haxelmans |
| 25:55 – Koufis (D. Kalyvas, Lempesis) | 3–1                |                                            |                                    |                              |
| 41:37 – G. Kalyvas (D. Kalyvas, Pachos) (PP) | 4–1                |                                            |                                    |                              |
| 49:13 – Pachos (G. Kalyvas) (PP) | 5–1                |                                            |                                    |                              |
| 53:09 – Koufis (Papadopoulous) (PP) | 6–1                |                                            |                                    |                              |
| 55:15 – G. Kalyvas (D. Kalyvas)(PP) | 7–1                |                                            |                                    |                              |

| 2010. április 14. 20:15 | Írország | 6–4 (0–0, 5–1, 1–3) | Luxemburg | Patinoire de Kockelscheuer Nézőszám: 635 |

| Jegyzőkönyv | Jegyzőkönyv | Jegyzőkönyv                             | Jegyzőkönyv                   | Jegyzőkönyv                 |
| --- | ----------- | --------------------------------------- | ----------------------------- | --------------------------- |
| | Kevin Kelly | Kapusok                                 | Michel Welter Philippe Lepage | Játékvezető: Vedran Krcelic |
| \| 21:10 – M. Morrison \| 1–0 \| \| \| 22:44 – M. Morrison (PP) \| 2–0 \| \| \| 26:09 – Roberts (Martin) (PP) \| 3–0 \| \| \| 26:59 – Ewen (Roberts, Adams) \| 4–0 \| \| \| \| 4–1 \| 34:48 – Beran (Welter, G. Scheier) (PP) \| \| 38:10 – Roberts (Kelly) (PP) \| 5–1 \| \| \| 43:09 – Dooley (O'Driscoll) \| 6–1 \| \| \| \| 6–2 \| 44:56 – Welter (Dessouroux) \| \| \| 6–3 \| 47:32 – Linster (G. Scheier) \| \| \| 6–4 \| 51:38 – Schons (Beran) \| |             |                                         |                               | Játékvezető: Vedran Krcelic |
| 47 perc | Büntetések  | 38 perc                                 |                               | Játékvezető: Vedran Krcelic |
| 30 | Lövések     | 37                                      |                               | Játékvezető: Vedran Krcelic |
| 21:10 – M. Morrison | 1–0         |                                         |                               | Játékvezető: Vedran Krcelic |
| 22:44 – M. Morrison (PP) | 2–0         |                                         |                               | Játékvezető: Vedran Krcelic |
| 26:09 – Roberts (Martin) (PP) | 3–0         |                                         |                               | Játékvezető: Vedran Krcelic |
| 26:59 – Ewen (Roberts, Adams) | 4–0         |                                         |                               |                             |
| | 4–1         | 34:48 – Beran (Welter, G. Scheier) (PP) |                               |                             |
| 38:10 – Roberts (Kelly) (PP) | 5–1         |                                         |                               |                             |
| 43:09 – Dooley (O'Driscoll) | 6–1         |                                         |                               |                             |
| | 6–2         | 44:56 – Welter (Dessouroux)             |                               |                             |
| | 6–3         | 47:32 – Linster (G. Scheier)            |                               |                             |
| | 6–4         | 51:38 – Schons (Beran)                  |                               |                             |

| 2010. április 15. 16:30 | Görögország | 1–3 (1–0, 0–3, 0–0) | Írország | Patinoire de Kockelscheuer Nézőszám: 102 |

| Jegyzőkönyv | Jegyzőkönyv        | Jegyzőkönyv                                   | Jegyzőkönyv | Jegyzőkönyv                 |
| --- | ------------------ | --------------------------------------------- | ----------- | --------------------------- |
| | Ntalimpor Ploutsis | Kapusok                                       | Kevin Kelly | Játékvezető: Wilhelm Schimm |
| \| 3:53 – D. Kalyvas (Papadopoulous, Tilios) (PP2) \| 1–0 \| \| \| \| 1–1 \| 25:00 – Hamill (M. Morrison, O'Driscoll) (PP) \| \| \| 1–2 \| 32:35 – M. Morrison (Ewen, Martin) \| \| \| 1–3 \| 36:26 – M. Morrison (Hamill) (SH) \| |                    |                                               |             | Játékvezető: Wilhelm Schimm |
| 37 perc | Büntetések         | 30 perc                                       |             | Játékvezető: Wilhelm Schimm |
| 15 | Lövések            | 38                                            |             | Játékvezető: Wilhelm Schimm |
| 3:53 – D. Kalyvas (Papadopoulous, Tilios) (PP2) | 1–0                |                                               |             | Játékvezető: Wilhelm Schimm |
| | 1–1                | 25:00 – Hamill (M. Morrison, O'Driscoll) (PP) |             | Játékvezető: Wilhelm Schimm |
| | 1–2                | 32:35 – M. Morrison (Ewen, Martin)            |             | Játékvezető: Wilhelm Schimm |
| | 1–3                | 36:26 – M. Morrison (Hamill) (SH)             |             |                             |

| 2010. április 15. 20:00 | Luxemburg | 3–2 (1–0, 1–1, 1–1) | Egyesült Arab Emírségek | Patinoire de Kockelscheuer Nézőszám: 495 |

| Jegyzőkönyv | Jegyzőkönyv     | Jegyzőkönyv                                  | Jegyzőkönyv       | Jegyzőkönyv                  |
| --- | --------------- | -------------------------------------------- | ----------------- | ---------------------------- |
| | Philippe Lepage | Kapusok                                      | Khaled Al Suwaidi | Játékvezető: Benny Haxelmans |
| \| 9:47 – Beran (R. Scheier, G. Scheier) \| 1–0 \| \| \| \| 1–1 \| 24:23 – Al Dhaheri (Al Darmaki, Al Shamisi) \| \| 26:10 – Welter (G. Scheier) \| 2–1 \| \| \| \| 2–2 \| 41:45 – A. Al Mazrouei (M. Al Mazrouei) (PP) \| \| 55:48 – Beran (Schons) (PP) \| 3–2 \| \| |                 |                                              |                   | Játékvezető: Benny Haxelmans |
| 26 perc | Büntetések      | 16 perc                                      |                   | Játékvezető: Benny Haxelmans |
| 42 | Lövések         | 29                                           |                   | Játékvezető: Benny Haxelmans |
| 9:47 – Beran (R. Scheier, G. Scheier) | 1–0             |                                              |                   | Játékvezető: Benny Haxelmans |
| | 1–1             | 24:23 – Al Dhaheri (Al Darmaki, Al Shamisi)  |                   | Játékvezető: Benny Haxelmans |
| 26:10 – Welter (G. Scheier) | 2–1             |                                              |                   | Játékvezető: Benny Haxelmans |
| | 2–2             | 41:45 – A. Al Mazrouei (M. Al Mazrouei) (PP) |                   |                              |
| 55:48 – Beran (Schons) (PP) | 3–2             |                                              |                   |                              |

| 2010. április 17. 16:30 | Egyesült Arab Emírségek | 2–8 (0–2, 0–4, 2–2) | Írország | Patinoire de Kockelscheuer Nézőszám: 250 |

| Jegyzőkönyv | Jegyzőkönyv       | Jegyzőkönyv                       | Jegyzőkönyv             | Jegyzőkönyv                 |
| --- | ----------------- | --------------------------------- | ----------------------- | --------------------------- |
| | Khaled Al Suwaidi | Kapusok                           | Kevin Kelly Adam Pepper | Játékvezető: Vedran Krcelic |
| \| \| 0–1 \| 1:01 – Roberts (Dooley, Martin) \| \| \| 0–2 \| 16:55 – Adams (Hamill) \| \| \| 0–3 \| 28:02 – Dooley (O'Driscoll, Ewen) \| \| \| 0–4 \| 31:49 – Adams (Hamill, Ewen) (PP) \| \| \| 0–5 \| 37:00 – Kelly (Roberts) (PP2) \| \| \| 0–6 \| 38:40 – Balmer (M. Morrison) \| \| \| 0–7 \| 41:21 – Ewen (Dooley) \| \| \| 0–8 \| 44:49 – Dooley \| \| 51:20 – Al Dhaheri (Al Hadad) (SH) \| 1–8 \| \| \| 58:35 – Al Dhaheri (Al Shamsi) (PP) \| 2–8 \| \| |                   |                                   |                         | Játékvezető: Vedran Krcelic |
| 14 perc | Büntetések        | 16 perc                           |                         | Játékvezető: Vedran Krcelic |
| 16 | Lövések           | 32                                |                         | Játékvezető: Vedran Krcelic |
| | 0–1               | 1:01 – Roberts (Dooley, Martin)   |                         | Játékvezető: Vedran Krcelic |
| | 0–2               | 16:55 – Adams (Hamill)            |                         | Játékvezető: Vedran Krcelic |
| | 0–3               | 28:02 – Dooley (O'Driscoll, Ewen) |                         | Játékvezető: Vedran Krcelic |
| | 0–4               | 31:49 – Adams (Hamill, Ewen) (PP) |                         |                             |
| | 0–5               | 37:00 – Kelly (Roberts) (PP2)     |                         |                             |
| | 0–6               | 38:40 – Balmer (M. Morrison)      |                         |                             |
| | 0–7               | 41:21 – Ewen (Dooley)             |                         |                             |
| | 0–8               | 44:49 – Dooley                    |                         |                             |
| 51:20 – Al Dhaheri (Al Hadad) (SH) | 1–8               |                                   |                         |                             |
| 58:35 – Al Dhaheri (Al Shamsi) (PP) | 2–8               |                                   |                         |                             |

| 2010. április 17. 20:00 | Luxemburg | 1–2 (0–0, 0–1, 1–1) | Görögország | Patinoire de Kockelscheuer Nézőszám: 1150 |

| Jegyzőkönyv | Jegyzőkönyv     | Jegyzőkönyv                           | Jegyzőkönyv        | Jegyzőkönyv                 |
| --- | --------------- | ------------------------------------- | ------------------ | --------------------------- |
| | Philippe Lepage | Kapusok                               | Ntalimpor Ploutsis | Játékvezető: Wilhelm Schimm |
| \| \| 0–1 \| 29:31 – G. Kalyvas (D. Kalyvas) (PP2) \| \| \| 0–2 \| 52:23 – Lambridis (Efkarpidis) \| \| 56:27 – Dessouroux (Welter) (PP2) \| 1–2 \| \| |                 |                                       |                    | Játékvezető: Wilhelm Schimm |
| 60 perc | Büntetések      | 18 perc                               |                    | Játékvezető: Wilhelm Schimm |
| 27 | Lövések         | 21                                    |                    | Játékvezető: Wilhelm Schimm |
| | 0–1             | 29:31 – G. Kalyvas (D. Kalyvas) (PP2) |                    | Játékvezető: Wilhelm Schimm |
| | 0–2             | 52:23 – Lambridis (Efkarpidis)        |                    | Játékvezető: Wilhelm Schimm |
| 56:27 – Dessouroux (Welter) (PP2) | 1–2             |                                       |                    | Játékvezető: Wilhelm Schimm |

### B csoport
| Nemzet                  | M | Gy | HGy | HV | V | G+ | G- | Gk  | P |
| ----------------------- | - | -- | --- | -- | - | -- | -- | --- | - |
| Örményország            | 3 | 3  | 0   | 0  | 0 | 31 | 8  | +23 | 9 |
| Észak-Korea             | 3 | 2  | 0   | 0  | 1 | 32 | 11 | +21 | 6 |
| Dél-afrikai Köztársaság | 3 | 1  | 0   | 0  | 2 | 17 | 14 | +3  | 3 |
| Mongólia                | 3 | 0  | 0   | 0  | 3 | 2  | 49 | -47 | 0 |

| 2010. április 14. 16:30 | Görögország | 7–1 (2–1, 1–0, 4–0) | Egyesült Arab Emírségek | Patinoire de Kockelscheuer Nézőszám: 131 |

| Jegyzőkönyv | Jegyzőkönyv        | Jegyzőkönyv                                | Jegyzőkönyv                        | Jegyzőkönyv                  |
| --- | ------------------ | ------------------------------------------ | ---------------------------------- | ---------------------------- |
| | Ntalimpor Ploutsis | Kapusok                                    | Khaled Al Suwaidi Ahmed Al Dhaheri | Játékvezető: Benny Haxelmans |
| \| 2:30 – Koufis (Papadopoulous) \| 1–0 \| \| \| \| 1–1 \| 13:45 – Al. Dhaheri (Al Zaabi, Al Darmaki) \| \| 14:23 – G. Kalyvas (D. Kalyvas, Papadopoulous) \| 2–1 \| \| \| 25:55 – Koufis (D. Kalyvas, Lempesis) \| 3–1 \| \| \| 41:37 – G. Kalyvas (D. Kalyvas, Pachos) (PP) \| 4–1 \| \| \| 49:13 – Pachos (G. Kalyvas) (PP) \| 5–1 \| \| \| 53:09 – Koufis (Papadopoulous) (PP) \| 6–1 \| \| \| 55:15 – G. Kalyvas (D. Kalyvas)(PP) \| 7–1 \| \| |                    |                                            |                                    | Játékvezető: Benny Haxelmans |
| 20 perc | Büntetések         | 20 perc                                    |                                    | Játékvezető: Benny Haxelmans |
| 32 | Lövések            | 35                                         |                                    | Játékvezető: Benny Haxelmans |
| 2:30 – Koufis (Papadopoulous) | 1–0                |                                            |                                    | Játékvezető: Benny Haxelmans |
| | 1–1                | 13:45 – Al. Dhaheri (Al Zaabi, Al Darmaki) |                                    | Játékvezető: Benny Haxelmans |
| 14:23 – G. Kalyvas (D. Kalyvas, Papadopoulous) | 2–1                |                                            |                                    | Játékvezető: Benny Haxelmans |
| 25:55 – Koufis (D. Kalyvas, Lempesis) | 3–1                |                                            |                                    |                              |
| 41:37 – G. Kalyvas (D. Kalyvas, Pachos) (PP) | 4–1                |                                            |                                    |                              |
| 49:13 – Pachos (G. Kalyvas) (PP) | 5–1                |                                            |                                    |                              |
| 53:09 – Koufis (Papadopoulous) (PP) | 6–1                |                                            |                                    |                              |
| 55:15 – G. Kalyvas (D. Kalyvas)(PP) | 7–1                |                                            |                                    |                              |

| 2010. április 14. 20:15 | Írország | 6–4 (0–0, 5–1, 1–3) | Luxemburg | Patinoire de Kockelscheuer Nézőszám: 635 |

| Jegyzőkönyv | Jegyzőkönyv | Jegyzőkönyv                             | Jegyzőkönyv                   | Jegyzőkönyv                 |
| --- | ----------- | --------------------------------------- | ----------------------------- | --------------------------- |
| | Kevin Kelly | Kapusok                                 | Michel Welter Philippe Lepage | Játékvezető: Vedran Krcelic |
| \| 21:10 – M. Morrison \| 1–0 \| \| \| 22:44 – M. Morrison (PP) \| 2–0 \| \| \| 26:09 – Roberts (Martin) (PP) \| 3–0 \| \| \| 26:59 – Ewen (Roberts, Adams) \| 4–0 \| \| \| \| 4–1 \| 34:48 – Beran (Welter, G. Scheier) (PP) \| \| 38:10 – Roberts (Kelly) (PP) \| 5–1 \| \| \| 43:09 – Dooley (O'Driscoll) \| 6–1 \| \| \| \| 6–2 \| 44:56 – Welter (Dessouroux) \| \| \| 6–3 \| 47:32 – Linster (G. Scheier) \| \| \| 6–4 \| 51:38 – Schons (Beran) \| |             |                                         |                               | Játékvezető: Vedran Krcelic |
| 47 perc | Büntetések  | 38 perc                                 |                               | Játékvezető: Vedran Krcelic |
| 30 | Lövések     | 37                                      |                               | Játékvezető: Vedran Krcelic |
| 21:10 – M. Morrison | 1–0         |                                         |                               | Játékvezető: Vedran Krcelic |
| 22:44 – M. Morrison (PP) | 2–0         |                                         |                               | Játékvezető: Vedran Krcelic |
| 26:09 – Roberts (Martin) (PP) | 3–0         |                                         |                               | Játékvezető: Vedran Krcelic |
| 26:59 – Ewen (Roberts, Adams) | 4–0         |                                         |                               |                             |
| | 4–1         | 34:48 – Beran (Welter, G. Scheier) (PP) |                               |                             |
| 38:10 – Roberts (Kelly) (PP) | 5–1         |                                         |                               |                             |
| 43:09 – Dooley (O'Driscoll) | 6–1         |                                         |                               |                             |
| | 6–2         | 44:56 – Welter (Dessouroux)             |                               |                             |
| | 6–3         | 47:32 – Linster (G. Scheier)            |                               |                             |
| | 6–4         | 51:38 – Schons (Beran)                  |                               |                             |

| 2010. április 15. 16:30 | Görögország | 1–3 (1–0, 0–3, 0–0) | Írország | Patinoire de Kockelscheuer Nézőszám: 102 |

| Jegyzőkönyv | Jegyzőkönyv        | Jegyzőkönyv                                   | Jegyzőkönyv | Jegyzőkönyv                 |
| --- | ------------------ | --------------------------------------------- | ----------- | --------------------------- |
| | Ntalimpor Ploutsis | Kapusok                                       | Kevin Kelly | Játékvezető: Wilhelm Schimm |
| \| 3:53 – D. Kalyvas (Papadopoulous, Tilios) (PP2) \| 1–0 \| \| \| \| 1–1 \| 25:00 – Hamill (M. Morrison, O'Driscoll) (PP) \| \| \| 1–2 \| 32:35 – M. Morrison (Ewen, Martin) \| \| \| 1–3 \| 36:26 – M. Morrison (Hamill) (SH) \| |                    |                                               |             | Játékvezető: Wilhelm Schimm |
| 37 perc | Büntetések         | 30 perc                                       |             | Játékvezető: Wilhelm Schimm |
| 15 | Lövések            | 38                                            |             | Játékvezető: Wilhelm Schimm |
| 3:53 – D. Kalyvas (Papadopoulous, Tilios) (PP2) | 1–0                |                                               |             | Játékvezető: Wilhelm Schimm |
| | 1–1                | 25:00 – Hamill (M. Morrison, O'Driscoll) (PP) |             | Játékvezető: Wilhelm Schimm |
| | 1–2                | 32:35 – M. Morrison (Ewen, Martin)            |             | Játékvezető: Wilhelm Schimm |
| | 1–3                | 36:26 – M. Morrison (Hamill) (SH)             |             |                             |

| 2010. április 15. 20:00 | Luxemburg | 3–2 (1–0, 1–1, 1–1) | Egyesült Arab Emírségek | Patinoire de Kockelscheuer Nézőszám: 495 |

| Jegyzőkönyv | Jegyzőkönyv     | Jegyzőkönyv                                  | Jegyzőkönyv       | Jegyzőkönyv                  |
| --- | --------------- | -------------------------------------------- | ----------------- | ---------------------------- |
| | Philippe Lepage | Kapusok                                      | Khaled Al Suwaidi | Játékvezető: Benny Haxelmans |
| \| 9:47 – Beran (R. Scheier, G. Scheier) \| 1–0 \| \| \| \| 1–1 \| 24:23 – Al Dhaheri (Al Darmaki, Al Shamisi) \| \| 26:10 – Welter (G. Scheier) \| 2–1 \| \| \| \| 2–2 \| 41:45 – A. Al Mazrouei (M. Al Mazrouei) (PP) \| \| 55:48 – Beran (Schons) (PP) \| 3–2 \| \| |                 |                                              |                   | Játékvezető: Benny Haxelmans |
| 26 perc | Büntetések      | 16 perc                                      |                   | Játékvezető: Benny Haxelmans |
| 42 | Lövések         | 29                                           |                   | Játékvezető: Benny Haxelmans |
| 9:47 – Beran (R. Scheier, G. Scheier) | 1–0             |                                              |                   | Játékvezető: Benny Haxelmans |
| | 1–1             | 24:23 – Al Dhaheri (Al Darmaki, Al Shamisi)  |                   | Játékvezető: Benny Haxelmans |
| 26:10 – Welter (G. Scheier) | 2–1             |                                              |                   | Játékvezető: Benny Haxelmans |
| | 2–2             | 41:45 – A. Al Mazrouei (M. Al Mazrouei) (PP) |                   |                              |
| 55:48 – Beran (Schons) (PP) | 3–2             |                                              |                   |                              |

| 2010. április 17. 16:30 | Egyesült Arab Emírségek | 2–8 (0–2, 0–4, 2–2) | Írország | Patinoire de Kockelscheuer Nézőszám: 250 |

| Jegyzőkönyv | Jegyzőkönyv       | Jegyzőkönyv                       | Jegyzőkönyv             | Jegyzőkönyv                 |
| --- | ----------------- | --------------------------------- | ----------------------- | --------------------------- |
| | Khaled Al Suwaidi | Kapusok                           | Kevin Kelly Adam Pepper | Játékvezető: Vedran Krcelic |
| \| \| 0–1 \| 1:01 – Roberts (Dooley, Martin) \| \| \| 0–2 \| 16:55 – Adams (Hamill) \| \| \| 0–3 \| 28:02 – Dooley (O'Driscoll, Ewen) \| \| \| 0–4 \| 31:49 – Adams (Hamill, Ewen) (PP) \| \| \| 0–5 \| 37:00 – Kelly (Roberts) (PP2) \| \| \| 0–6 \| 38:40 – Balmer (M. Morrison) \| \| \| 0–7 \| 41:21 – Ewen (Dooley) \| \| \| 0–8 \| 44:49 – Dooley \| \| 51:20 – Al Dhaheri (Al Hadad) (SH) \| 1–8 \| \| \| 58:35 – Al Dhaheri (Al Shamsi) (PP) \| 2–8 \| \| |                   |                                   |                         | Játékvezető: Vedran Krcelic |
| 14 perc | Büntetések        | 16 perc                           |                         | Játékvezető: Vedran Krcelic |
| 16 | Lövések           | 32                                |                         | Játékvezető: Vedran Krcelic |
| | 0–1               | 1:01 – Roberts (Dooley, Martin)   |                         | Játékvezető: Vedran Krcelic |
| | 0–2               | 16:55 – Adams (Hamill)            |                         | Játékvezető: Vedran Krcelic |
| | 0–3               | 28:02 – Dooley (O'Driscoll, Ewen) |                         | Játékvezető: Vedran Krcelic |
| | 0–4               | 31:49 – Adams (Hamill, Ewen) (PP) |                         |                             |
| | 0–5               | 37:00 – Kelly (Roberts) (PP2)     |                         |                             |
| | 0–6               | 38:40 – Balmer (M. Morrison)      |                         |                             |
| | 0–7               | 41:21 – Ewen (Dooley)             |                         |                             |
| | 0–8               | 44:49 – Dooley                    |                         |                             |
| 51:20 – Al Dhaheri (Al Hadad) (SH) | 1–8               |                                   |                         |                             |
| 58:35 – Al Dhaheri (Al Shamsi) (PP) | 2–8               |                                   |                         |                             |

| 2010. április 17. 20:00 | Luxemburg | 1–2 (0–0, 0–1, 1–1) | Görögország | Patinoire de Kockelscheuer Nézőszám: 1150 |

| Jegyzőkönyv | Jegyzőkönyv     | Jegyzőkönyv                           | Jegyzőkönyv        | Jegyzőkönyv                 |
| --- | --------------- | ------------------------------------- | ------------------ | --------------------------- |
| | Philippe Lepage | Kapusok                               | Ntalimpor Ploutsis | Játékvezető: Wilhelm Schimm |
| \| \| 0–1 \| 29:31 – G. Kalyvas (D. Kalyvas) (PP2) \| \| \| 0–2 \| 52:23 – Lambridis (Efkarpidis) \| \| 56:27 – Dessouroux (Welter) (PP2) \| 1–2 \| \| |                 |                                       |                    | Játékvezető: Wilhelm Schimm |
| 60 perc | Büntetések      | 18 perc                               |                    | Játékvezető: Wilhelm Schimm |
| 27 | Lövések         | 21                                    |                    | Játékvezető: Wilhelm Schimm |
| | 0–1             | 29:31 – G. Kalyvas (D. Kalyvas) (PP2) |                    | Játékvezető: Wilhelm Schimm |
| | 0–2             | 52:23 – Lambridis (Efkarpidis)        |                    | Játékvezető: Wilhelm Schimm |
| 56:27 – Dessouroux (Welter) (PP2) | 1–2             |                                       |                    | Játékvezető: Wilhelm Schimm |

#### Bronzmérkőzés
| 2010. április 18. 16:00 | Dél-afrikai Köztársaság | 8–3 (3–1, 1–2, 4–0) | Mongólia | Karen Demircsján Sport- és Koncertkomplexum |

|  |  |  |  |  |
|  |  |  |  |  |
|  |  |  |  |  |
|  |  |  |  |  |

#### Döntő
| 2010. április 18. 20:00 | Örményország | 2–5 (1–2, 1–2, 0–1) | Észak-Korea | Karen Demircsján Sport- és Koncertkomplexum |

|  |  |  |  |  |
|  |  |  |  |  |
|  |  |  |  |  |
|  |  |  |  |  |

Észak-Korea jutott fel a divízió II-be.